# كاني بناو (بشت أربابا)
کاني بناو (بالفارسية: کانی بناو) هي قرية تقع في إيران في قسم بشت أربابا الريفي. يقدر عدد سكانها بـ 27 نسمة .